# Гімалайські субтропічні широколисті ліси
Гімалайські субтропічні широколисті ліси — екорегіон в Індії, Непалі, Бутані.

## Опис
Екорегіон займає площу 38200 квадратних кілометрів. Він розташований у вузькій смузі центральної частини Гімалаїв на висоті від 500 до 1000 метрів. На нижчій висоті субтропічні широколисті ліси межують з саванами і луками Тераї-Дуара. На висоті понад 1000 метрів широколисті ліси змінюються гімалайськими субтропічними сосновими лісами.

## Флора
Екорегіон є середовищем проживання широкого спектра рослинних спільнот, що обумовлено його складним рельєфом, різноманіттям ґрунтів, а також зміною річної кількості опадів від сухого заходу до більш вологого сходу. Його географічне положення — південні схили Гімалаїв — дозволяє поєднуватися на його території флорі і фауні індо-малайської зони та палеарктики. Основні типи лісів включають зарості чагарників, субтропічні сухі вічнозелені ліси, сухі ліси Shorea robusta і вологі змішані листяні ліси.

## Фауна
Деякі ссавці цього регіону перебувають під загрозою зникнення, у тому числі тигр (Panthera tigris), азійський слон (Elephas maximus), гладкошерста видра (Lutrogale perspicillata), гаур (Bos gaurus). Рідкісний Золотий лангур (Trachypithecus geei) мешкає в східній частині екорегіону в східногімалайських листяних лісах.
В екорегіоні мешкає 340 видів птахів, включаючи 1 ендемічний вид-Arborophila mandellii.

## Охорона природи
Приблизно 7 % площі екорегіону розташоване в межах охоронюваних територій, в тому числі Sohagabarwa в Індії, національний парк Читван, Королівський Національний парк Манас, Кхалинг і Пхибсу в Бутані.